# Olympische Sommerspiele 1972/Ringen – Griechisch-römischer Stil Halbschwergewicht (Männer)
Das Freistilringen der Männer in der Klasse bis 90 kg bei den Olympischen Sommerspielen 1972 wurde vom 6. bis 10. September in der Ringer-Judo-Halle auf dem Messegelände Theresienhöhe ausgetragen.

## Wettkampfformat
Die Kampfzeit war auf drei Mal drei Minuten beschränkt. Ein Ringer blieb solange im Turnier, bis er mit sechs Minuspunkten belastet war. Sobald nur noch zwei oder drei Athleten übrig waren, wurde eine Finalrunde um die Medaillen ausgetragen.
Minuspunkte wurden wie folgt verteilt:
- 0,5: Sieg durch technische Überlegenheit
- 1: Sieg nach Punkten
- 2: Unentschieden
- 2,5: Unentschieden, Passivität
- 3: Niederlage nach Punkten
- 3,5: Niederlage durch technische Überlegenheit des Gegners
- 4:  Niederlage durch Schultersieg des Gegners, Passivität, Verletzung

## Ergebnisse
Legende
- MPG – Minuspunkte Gesamt
- MPK – Minuspunkte in diesem Kampf

### Runde 1
| MPG | MPK |                  | Zeit |                        | MPK | MPG |
| --- | --- | ---------------- | ---- | ---------------------- | --- | --- |
| 3   | 3   | Roland Andersson |      | Wayne Baughman         | 1   | 1   |
| 0   | 0   | Håkon Øverby     | 7:42 | Günter Kowalewski      | 4   | 4   |
| 2   | 2   | Nicolae Neguț    |      | Waleri Resanzew        | 2   | 2   |
| 1   | 1   | Kimuchi Tani     |      | Jean-Marie Chardonnens | 3   | 3   |
| 4   | 4   | Barend Kops      | 0:00 | Josip Čorak            | 0   | 0   |
| 2   | 2   | Lothar Metz      |      | Czesław Kwieciński     | 2   | 2   |
| 3   | 3   | Stojan Nikolow   |      | József Pércsi          | 1   | 1   |

### Runde 2
| MPG | MPK |                    | Zeit |                        | MPK | MPG |
| --- | --- | ------------------ | ---- | ---------------------- | --- | --- |
| 7   | 4   | Roland Andersson   | 7:03 | Håkon Øverby           | 0   | 0   |
| 5   | 4   | Wayne Baughman     | 8:03 | Günter Kowalewski      | 0   | 4   |
| 2   | 0   | Nicolae Neguț      | 0:52 | Kimuchi Tani           | 4   | 5   |
| 2   | 0   | Waleri Resanzew    | 2:59 | Jean-Marie Chardonnens | 4   | 7   |
| 1   | 1   | Josip Čorak        |      | Lothar Metz            | 3   | 5   |
| 3   | 1   | Czesław Kwieciński |      | Stojan Nikolow         | 3   | 6   |
| 1   |     | József Pércsi      |      | Freilos                |     |     |
| 4   |     | Barend Kops        |      | DNS                    |     |     |

### Runde 3
| MPG | MPK |                   | Zeit |                    | MPK | MPG |
| --- | --- | ----------------- | ---- | ------------------ | --- | --- |
| 1,5 | 0,5 | József Pércsi     |      | Wayne Baughman     | 3,5 | 8,5 |
| 2   | 2   | Håkon Øverby      |      | Nicolae Neguț      | 2   | 4   |
| 8   | 4   | Günter Kowalewski | 0:00 | Waleri Resanzew    | 0   | 2   |
| 5   | 0   | Kimuchi Tani      | 1:58 | Lothar Metz        | 4   | 9   |
| 3   | 2   | Josip Čorak       |      | Czesław Kwieciński | 2   | 5   |

### Runde 4
| MPG | MPK |                    | Zeit |              | MPK | MPG |
| --- | --- | ------------------ | ---- | ------------ | --- | --- |
| 2,5 | 1   | József Pércsi      |      | Håkon Øverby | 3   | 5   |
| 8   | 4   | Nicolae Neguț      | 7:36 | Josip Čorak  | 0   | 3   |
| 2   | 0   | Waleri Resanzew    | 1:24 | Kimuchi Tani | 4   | 9   |
| 5   |     | Czesław Kwieciński |      | Freilos      |     |     |

### Runde 5
| MPG | MPK |                    | Zeit |                 | MPK | MPG |
| --- | --- | ------------------ | ---- | --------------- | --- | --- |
| 5   | 0   | Czesław Kwieciński | 2:04 | József Pércsi   | 4   | 6,5 |
| 9   | 4   | Håkon Øverby       | 1:39 | Waleri Resanzew | 0   | 2   |
| 3   |     | Josip Čorak        |      | Freilos         |     |     |

### Finalrunde
Ergebnisse aus den vorherigen Runden wurden übernommen (gelb hinterlegt).
| MPG | MPK |                    | Zeit |                    | MPK | MPG |
| --- | --- | ------------------ | ---- | ------------------ | --- | --- |
|     | 2   | Josip Čorak        |      | Czesław Kwieciński | 2   |     |
| 5   | 3   | Josip Čorak        |      | Waleri Resanzew    | 1   |     |
| 5   | 3   | Czesław Kwieciński |      | Waleri Resanzew    | 1   | 2   |